# Doris Buco
Doris Buco (15. svibnja 1993. - ), bosanskohercegovačka taekwondoašica i osvajačica bronce i zlata na Otvorenim prvenstvima Hrvatske 2009. i 2010., te članica bosanskohercegvačke taekwondo reprezentacije.

## Športski uspjesi
Svoju prvu i jedinu brončanu medalju Buco je osvojila na 15. Otvorenom prvenstvu Hrvatske 2009., izgubivši u polufinalu od austrijske predstavnice Edines Kurtović.
Na 16. izdanju istoimenog prvenstva osvojila je naslov europske juniorske prvakinje, pobijedivši u završnici prvenstva Gabrijelu Rumenjak iz Hrvatske. U poluzavršnici je svladala višestruku europsku juniorsku prvakinju Ivu Radoš 3:1, što joj je najveći uspjeh u juniorskoj karijeri.